# Табачелло
Табачелло — річка на півдні України в Одеській області.

## Географія
Табачелло розташована на південному заході України, на відстані 600 км на південь від Києва. Річка є частиною басейну Дунаю.